# 2013 au Nunavut
Chronologie du Nunavut
- 2009
- 2010
- 2011
- 2012
- 2013
- 2014
- 2015
- 2016
- 2017

Cette page concerne des événements d'actualité qui se sont produits durant l'année 2013 dans le territoire canadien du Nunavut.

## Politique

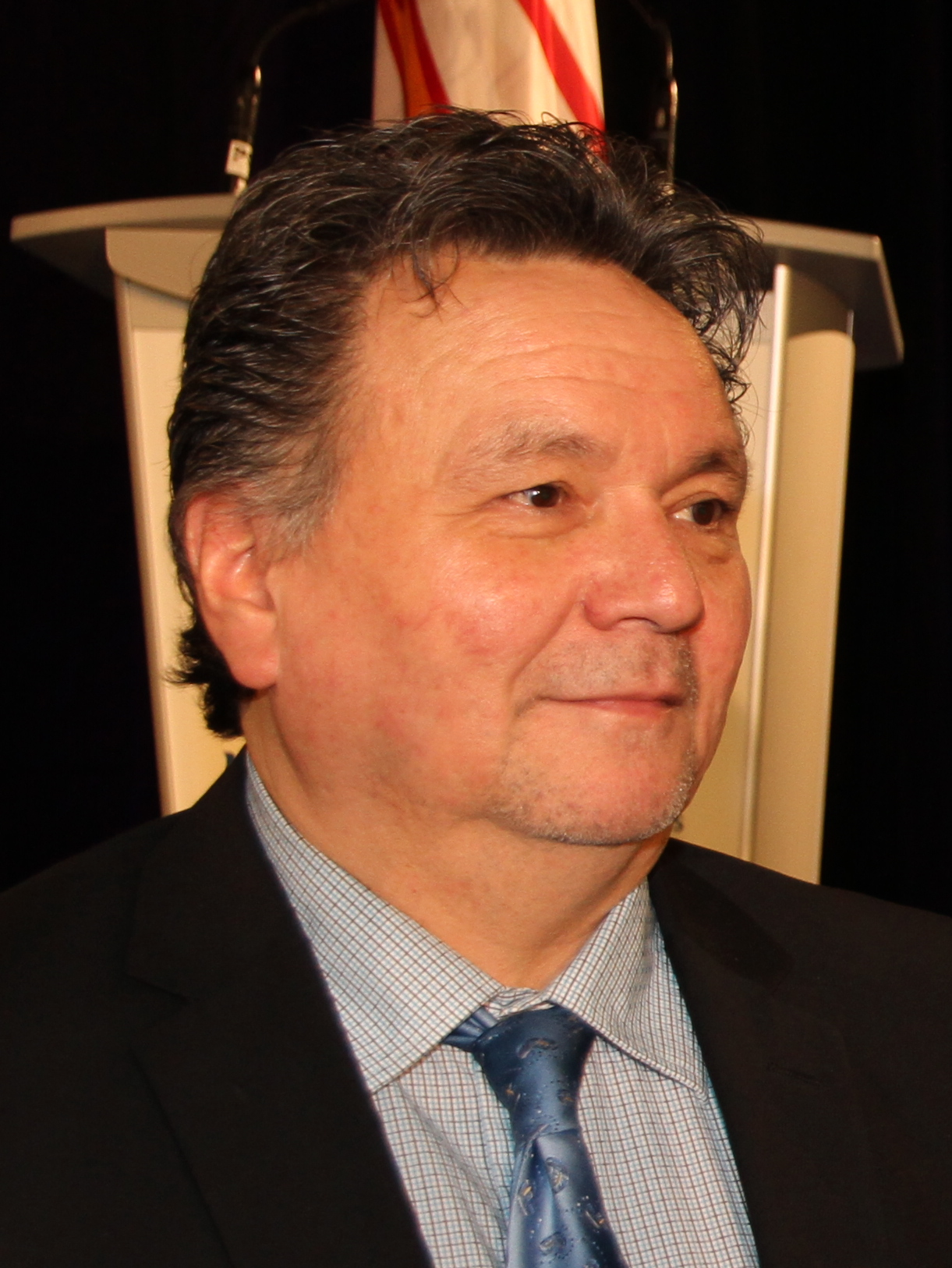
Peter Taptuna

- Premier ministre : Eva Aariak puis Peter Taptuna
- Commissaire : Edna Elias
- Législature : 3e législature (en) puis 4e législature (en)

## Événements
- 15 juillet : la députée fédérale du Nunavut Leona Aglukkaq est nommée ministre de l'environnement.

- 5 septembre : Eva Aariak annonce qu'elle ne solicitera pas un second mandat du gouvernement, mais elle se présentera sa candidature dans la nouvelle circonscription d'Iqaluit-Tasiluk (en) afin de se faire réélire le 28 octobre.

- 28 octobre : la 4e élection générale nunavoise se tient pour élire les députés territoriaux dans les 22 circonscriptions nunavoises, 2 sont acclamés et 20 élections ont lieu. Six députés sont réélus, quatre sont défaits, et sept qui ne s'est pas se présenter. Eva Aariak n'a pas réussir à se faire réélire dans la nouvelle circonscription d'Iqaluit-Tasiluk (en) où elle est battue par George Hickes (en)[1]. La circonscription Rankin Inlet South (en) se trouve à égalité entre Lorne Kusugak et Alexander Sammurtok (en), ce qui annonce une élection partielle entre seulement les deux candidats d'ici l'an prochain.

- 15 novembre :
  - l'Assemblée législative du Nunavut choisi Peter Taptuna au poste de premier ministre. Il devient la troisième personne à diriger ce territoire.
  - le député d'Amittuq George Qulaut (en) devient le huitième Président de l'Assemblée législature du Nunavut (en).

## Décès
- 8 janvier : Kenojuak Ashevak, (née le 3 octobre 1927 à Ikirasaq, sur la côte sud de l’île de Baffin – morte à Cape Dorset[2]) , artiste inuite canadienne internationalement reconnue. Son succès lui a valu de nombreuses récompenses et plusieurs distinctions [3]. Elle fait figure de pionnière dans l’art inuit moderne.